# پاکو روکا
فرانسیسکو مارتینِس روکا (اسپانیایی: Francisco Martínez Roca‎؛ زادهٔ ۱۹۶۹) مشهور به پاکو روکا فیلم‌نامه‌نویس، نویسنده، کارتونیست و طراح اهل اسپانیا است.
از فیلم‌هایی که وی در آن‌ها نقش داشته است، می‌توان به چروکیده‌ها اشاره نمود.
وی همچنین برندهٔ جوایزی همچون الگو:جایزه گویا برای بهترین فیلم‌نامه اقتباسی جایزه آیزنر و جایزه اینکپات شده است.